# Assesse
Assesse es un municipio de Bélgica situado en Valonia, en la provincia de Namur. Superficie 78.16 km² y cuenta con 7.032 habitantes en el 1 de enero de 2018. La densidad era de 89.97 habitantes por km².

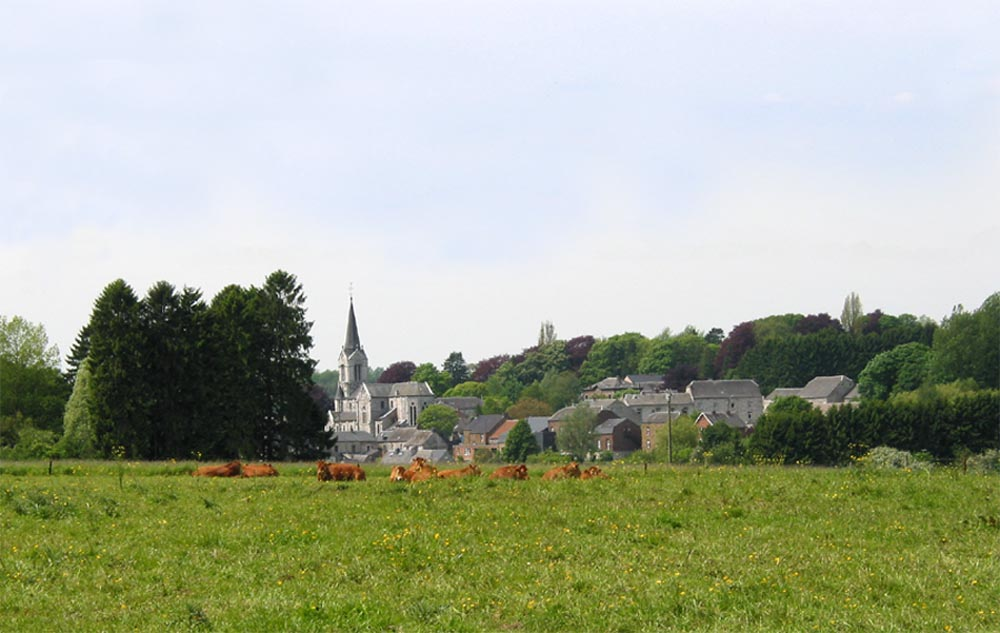
Assesse, escena de primavera.

Se habla francés y valón.

## Geografía
Assesse está rodeado por dos ríos: el Bocq y el Samson, que terminan en el río Mosa. También está atravesado por dos carreteras importantes: la N4 (Namur -Marche) y la E411 (Bruxelles-Luxembourg).

### Secciones del municipio
El municipio comprende los antiguos municipios, que se fusionaron en 1977:
| - Assesse - Crupet, una de las más lindas aldeas de Walonia - Courrière - Florée - Maillen - Sart-Bernard - Sorine-la-Longue |

## Demografía

### Evolución
Todos los datos históricos relativos al actual municipio, el siguiente gráfico refleja su evolución demográfica, incluyendo municipios después de efectuada la fusión el 1 de enero de 1977.
| Gráfica de evolución demográfica de Assesse entre 1846 y 2020 |
|                                                               |

- Wikimedia Commons alberga una categoría multimedia sobre Assesse.

- Datos: Q715246
- Multimedia: Assesse / Q715246